# Haval H6 Coupé
Das Haval H6 Coupé ist ein Crossover aus Sport Utility Vehicle und Coupé der zum chinesischen Automobilhersteller Great Wall Motor gehörenden Marke Haval, das auf dem seit 2011 gebauten Haval H6 basiert.

## 1. Generation (2015–2019)

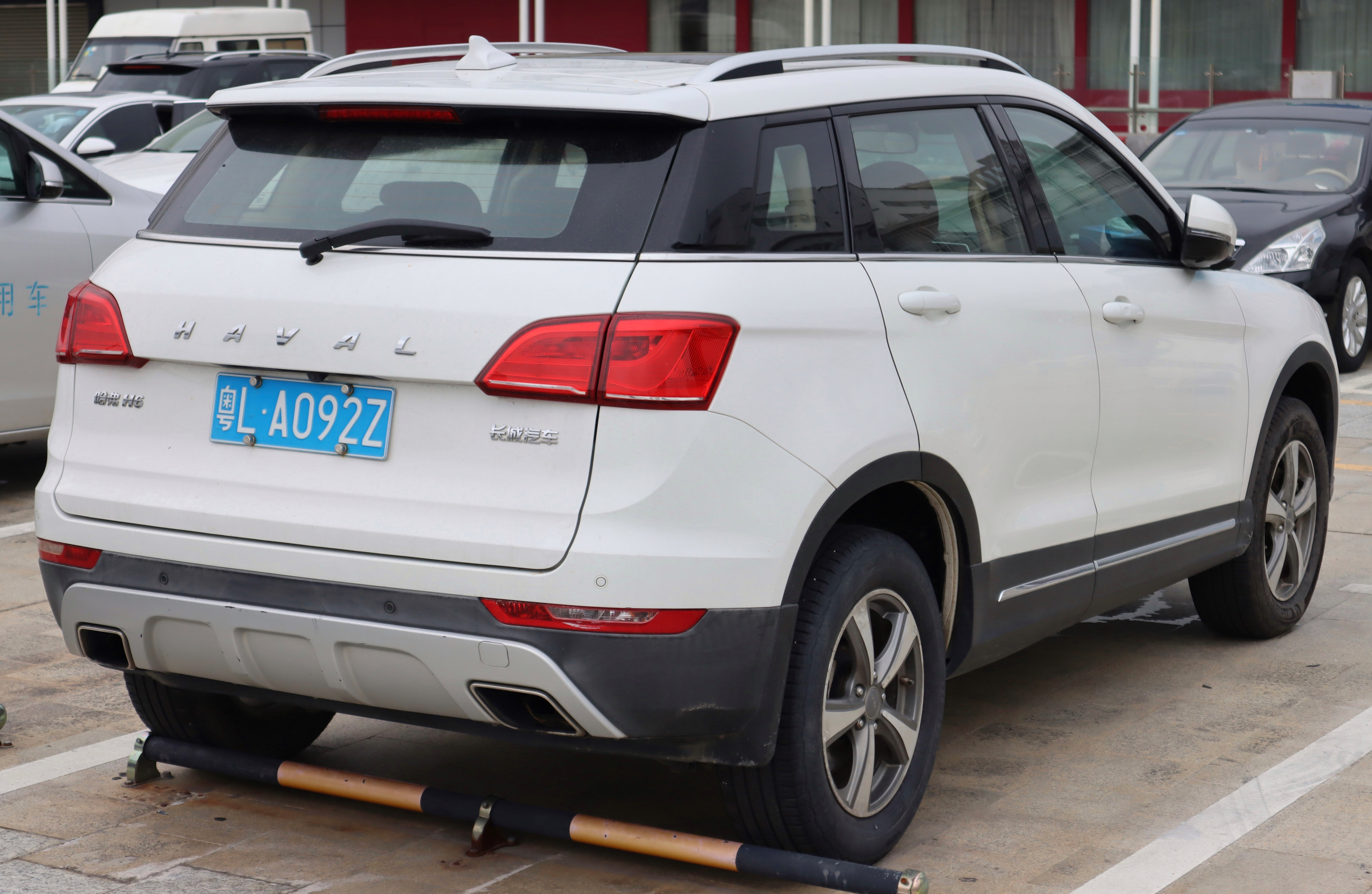
Heckansicht

Das Fahrzeug debütierte im April 2014 als Konzeptfahrzeug Haval Coupé C auf der Beijing Auto Show, ein Jahr später wurde auf der Shanghai Auto Show die Serienversion präsentiert. Diese kam Anfang Juni 2015 in China in den Handel. Während Ende 2017 auf der Guangzhou Auto Show ein neues H6 Coupé vorgestellt wurde, wurde die erste Generation bis 2019 weiterhin als H6 Coupé „Blue Label“-Variante verkauft.

### Technische Daten
|                                             | 1.5T                     | 1.5GDIT „Blue Label“           | 2.0T                           | 2.0 TD                 |
| Bauzeitraum                                 | 06/2015–01/2018          | 01/2018–02/2019                | 06/2015–01/2018                | 06/2015–01/2018        |
| Motorkenndaten                              |                          |                                |                                |                        |
| Motortyp                                    | R4-Ottomotor             | R4-Ottomotor                   | R4-Ottomotor                   | R4-Dieselmotor         |
| Hubraum                                     | 1497 cm³                 | 1499 cm³                       | 1997 cm³                       | 1996 cm³               |
| max. Leistung bei min−1                     | 110 kW (150 PS) / 5600   | 124 kW (169 PS) / 5000–5600    | 145 kW (197 PS) / 5200–5500    | 120 kW (163 PS) / 4000 |
| max. Drehmoment bei min−1                   | 210 Nm / 2200–4500       | 285 Nm / 1400–3000             | 315 Nm / 2000–3600             | 350 Nm / 1600–2800     |
| Kraftübertragung                            |                          |                                |                                |                        |
| Antrieb, serienmäßig                        | Vorderradantrieb         | Vorderradantrieb               | Vorderradantrieb               | Vorderradantrieb       |
| Antrieb, optional                           | Allradantrieb            | Allradantrieb                  | Allradantrieb                  | Allradantrieb          |
| Getriebe, serienmäßig                       | 6-Gang-Schaltgetriebe    | 7-Gang-Doppelkupplungsgetriebe | 6-Gang-Schaltgetriebe          | 6-Gang-Schaltgetriebe  |
| Getriebe, optional                          | 6-Gang-Automatikgetriebe | —                              | 6-Gang-Doppelkupplungsgetriebe | —                      |
| Messwerte                                   |                          |                                |                                |                        |
| Höchstgeschwindigkeit                       | 175 km/h                 | 180 km/h                       | 190 km/h                       | 180 km/h               |
| Beschleunigung, 0–100 km/h                  |                          | 9,7 s                          | 9,0 s                          |                        |
| Kraftstoffverbrauch auf 100 km (kombiniert) | 7,6–7,9 l Super          | 6,8 l Super                    | 8,8–9,2 l Super                | 6,5–6,6 l Diesel       |
| Tankinhalt                                  | 58 l                     | 58 l                           | 58 l                           | 58 l                   |

## 2. Generation (2018–2021)

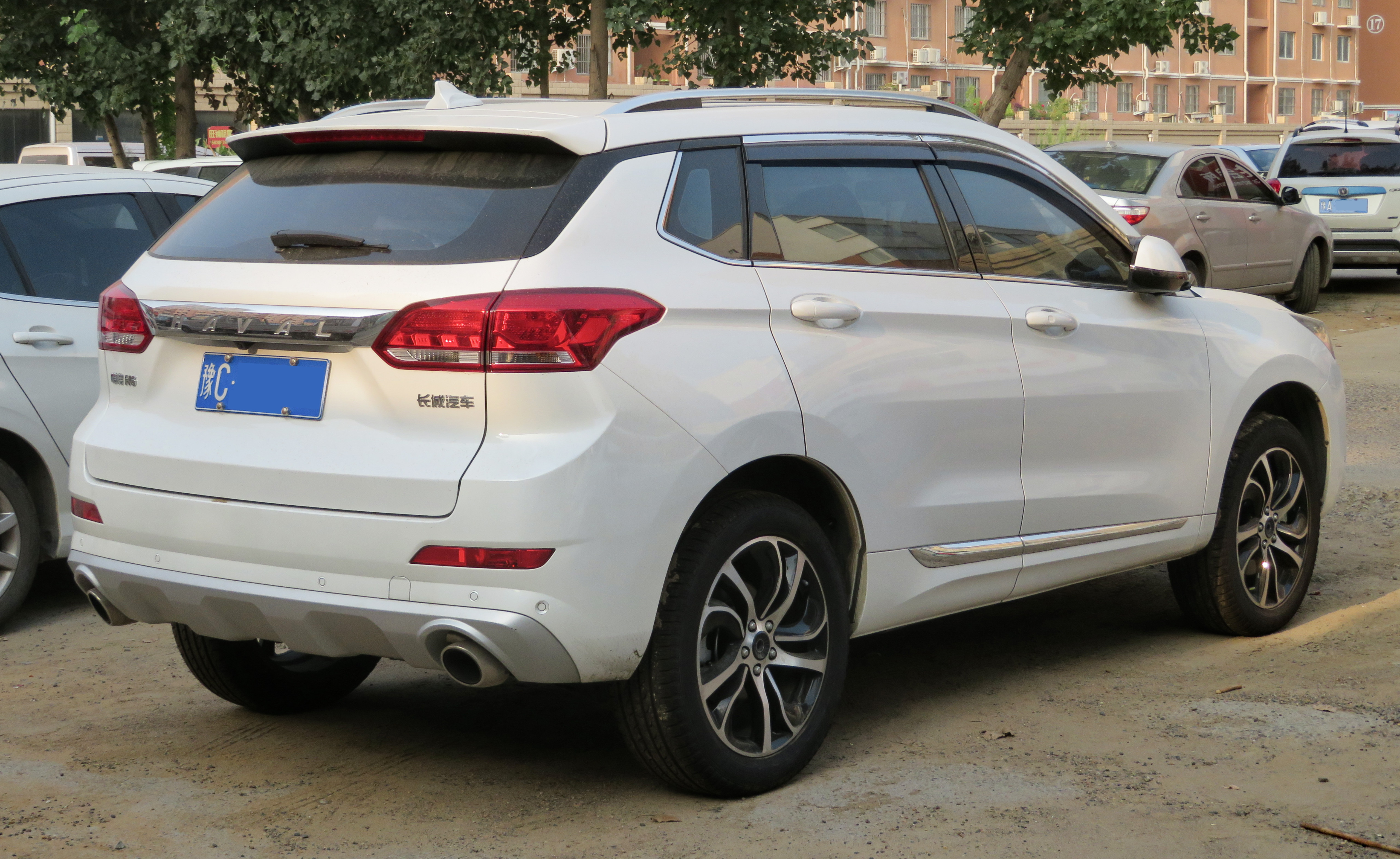
Heckansicht

Die zweite Generation des H6 Coupé stellte Haval auf der Guangzhou Auto Show im November 2017 vor. Sie basiert auf der zweiten Generation des H6 und wird seit Januar 2018 in China verkauft. Die erste Generation bleibt als „Blue Label“-Variante weiterhin im Handel. Optisch ähnelt das Fahrzeug dem Haval M6.

### Technische Daten
Angetrieben wird die zweite Generation von einem 124 kW (169 PS) starken 1,5-Liter-Turbomotor. Im Oktober 2019 ergänzte eine Variante mit 110 kW (150 PS) die Antriebspalette.
|                                             | 1.5GDIT „Red Label“              |                                |
| Bauzeitraum                                 | 10/2019–06/2021                  | 01/2018–06/2021                |
| Motorkenndaten                              |                                  |                                |
| Motortyp                                    | R4-Ottomotor                     | R4-Ottomotor                   |
| Hubraum                                     | 1499 cm³                         | 1499 cm³                       |
| max. Leistung bei min−1                     | 110 kW (150 PS) / 5600–6000      | 124 kW (169 PS) / 5000–5600    |
| max. Drehmoment bei min−1                   | 210 Nm / 1800–4400               | 285 Nm / 1400–3000             |
| Kraftübertragung                            |                                  |                                |
| Antrieb, serienmäßig                        | Vorderradantrieb                 | Vorderradantrieb               |
| Antrieb, optional                           | —                                | Allradantrieb                  |
| Getriebe                                    | 6-Gang-Schaltgetriebe            | 7-Gang-Doppelkupplungsgetriebe |
| Getriebe, optional                          | [7-Gang-Doppelkupplungsgetriebe] | —                              |
| Messwerte                                   |                                  |                                |
| Höchstgeschwindigkeit                       | k. A.                            | 180 km/h                       |
| Beschleunigung, 0–100 km/h                  | k. A.                            | 9,7 s                          |
| Kraftstoffverbrauch auf 100 km (kombiniert) | 7,1 l Super [6,9 l Super]        | 6,8 l Super                    |
| Tankinhalt                                  | 58 l                             | 58 l                           |